# بيير بويا
بيير بويا (بالفرنسية: Pierre Boya)‏ (مواليد 16 يناير 1984 في دوالا - الكاميرون) لاعب كرة قدم كاميروني يلعب حاليا لصالح نادي الدرجة الأولى غرونوبل الفرنسي منذ 2009 في مركز المهاجم .

## روابط خارجية
- بيير بويا على موقع الاتحاد الأوربي (الإنجليزية)
- بيير بويا على موقع قاعدة بيانات كرة القدم.إي يو (الإنجليزية)
- بيير بويا على موقع ناشيونال فوتبول تيمز (الإنجليزية)
- بيير بويا على موقع Soccerway.com (الإنجليزية)
- بيير بويا على موقع عالم كرة القدم.نت (الإنجليزية)